# Rio Senne

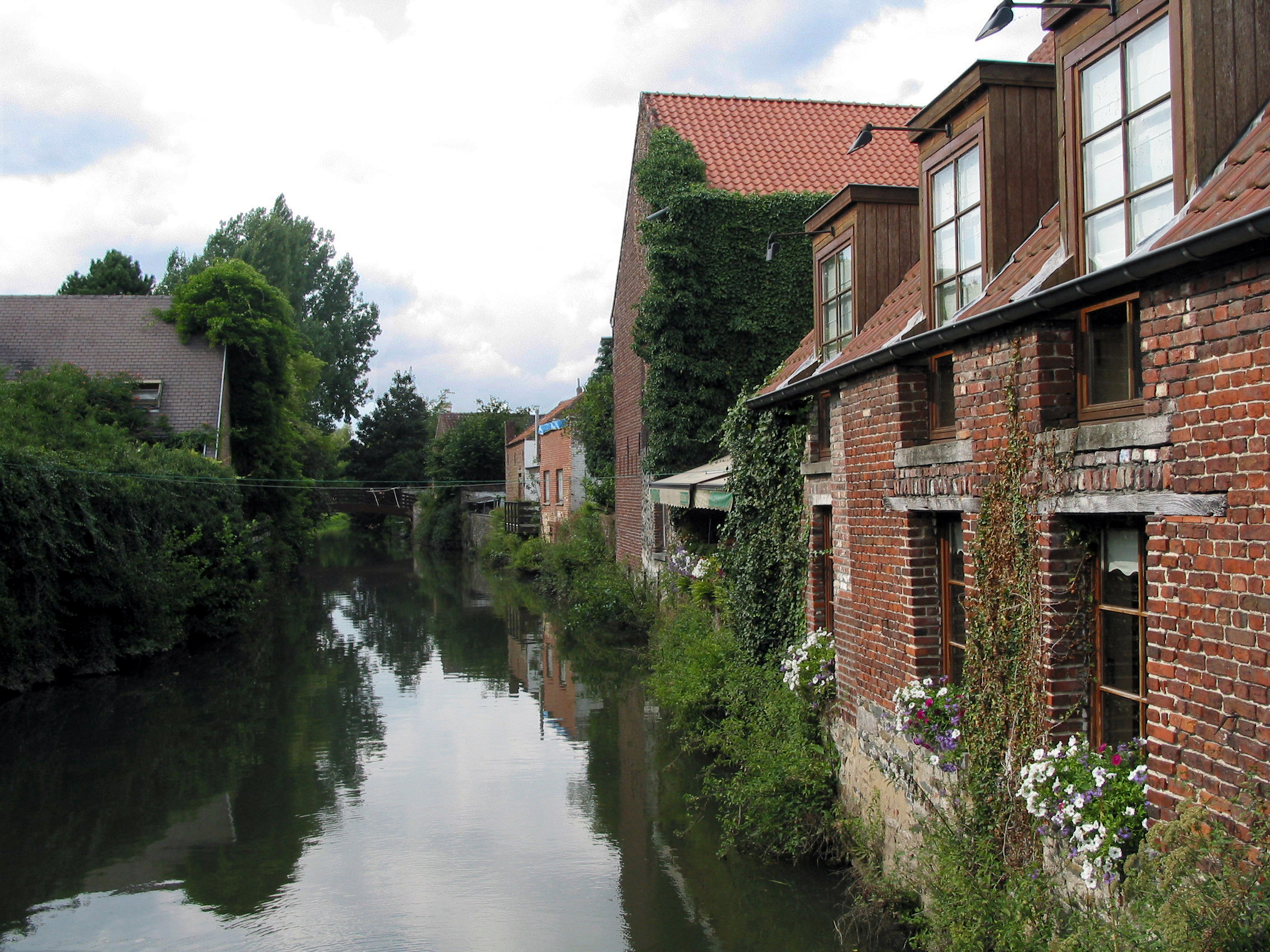
O Senne em Rebecq.

O Senne (em francês) ou Zenne (neerlandês), é um pequeno rio de 103 km de extensão que atravessa a cidade de Bruxelas, afluente esquerdo do Dyle. Sua nascente fica no município de Soignies. É um tributário indireto do rio Escalda, através do Dyle e do Rupel. O Woluwe é um dos afluentes do Senne.
No seu curso médio, na região de Bruxelas, o Senne atravessava zonas húmidas, dividindo-se em vários braços que definiam ilhas. Situadas no limite de navegabilidade do rio, essas ilhas, pelas condições de defesa que asseguravam, foram decisivas para o aparecimento do núcleo original de Bruxelas no século X.

## Rio canalizado

Planta atual do centro de Bruxelas com indicação dos vários braços do Senne em 1837, antes do encanamento

No centro de Bruxelas, entre 1867 e 1871, os vários braços do Senne foram canalizados para galerias subterrâneas e grandes avenidas foram construídas sobre ele no século XIX e início do século XX.
O Senne tinha a má fama de ser um dos rios mais poluídos da Bélgica, visto que todos os efluentes domésticos e industriais da Grande Bruxelas eram despejados nele sem tratamento. Este problema só foi solucionado em março de 2007, com a conclusão das novas estações de tratamento de esgoto.
A associação Fou de la Senne procura dar a conhecer a história deste rio e trazê-lo novamente à superfície no centro de Bruxelas.
A história dos esgotos da cidade de Bruxelas está ilustrada no interessante Museu dos Esgotos, localizado na Porta de Anderlecht, sobre um dos braços encanados do rio.
O rio ainda flui à superfície nos arrabaldes de Bruxelas e fora da cidade. O Canal Bruxelas-Charleroi e o Canal marítimo Bruxelas-Escalda correm paralelos ao Senne durante uma parte do seu percurso a montante a jusante da cidade de Bruxelas.

## Curiosidades
- A iris dourada tornou-se símbolo da região de Bruxelas por ser endêmica nas planícies alagadas em torno do rio.
- Senne também é um prenome holandês, derivado de Sebastian.